# Ulrich Mehlhart
Ulrich Mehlhart (* 12. Oktober  1955 in Wiesbaden) ist ein deutscher Klarinettist.

## Werdegang
Ulrich Mehlharts musikalische Begabung wurde früh gefördert. Schon im Alter von sechs Jahren erhielt er Klavierunterricht von Emma Sagebielsen in Koblenz am Rhein. Sein Interesse an der Klarinette wurde ab 1969 geweckt, als er Unterricht von Ernst Link, dem Soloklarinettisten der Rheinischen Philharmonie Koblenz, erhielt. Seine akademische Laufbahn führte ihn zu einem Studium der Schulmusik und Geographie an der Musikhochschule Frankfurt und der Universität Frankfurt am Main, wobei er seine Studien in Klarinette unter der Anleitung von Udo Schmitt vertiefte.
Nach seinem ersten Staatsexamen erhielt Mehlhart ein Stipendium des DAAD und setzte sein Klarinettenstudium von 1980 bis 1983 in der Solistenklasse von Hans-Rudolf Stalder an der Musikhochschule Basel fort.
Seine Karriere als Klarinettist war geprägt durch seine Tätigkeit als Soloklarinettist des hr-Sinfonie-Orchesters in Frankfurt, wo er von 1983 bis 2016 aktiv war und seine Fähigkeiten als Solist und Musiker unter Beweis stellte. Parallel zu seiner Orchesterarbeit engagierte sich Mehlhart intensiv in der Lehre. Von 1989 bis 2000 lehrte er am Fachbereich Musik der Universität Mainz sowie parallel am Peter-Cornelius-Konservatorium der Stadt Mainz. Diese Lehraktivitäten setzten sich fort, als er von 2007 bis 2022 eine Honorarprofessur für Klarinette, Kammermusik, Orchesterstudien und Ensembleleitung an der Hochschule für Musik in Würzburg innehatte.
Über die Jahre hinweg war Ulrich Mehlhart nicht nur als Solist des Hr-Sinfonieorchesters tätig, sondern auch als festes Mitglied des „mutare ensemble“ in der Kammermusikszene präsent. Sein umfangreiches Repertoire umfasste Werke verschiedener Komponisten von Mozart, Beethoven und Schubert bis hin zu zeitgenössischen Kompositionen. Neben seinen künstlerischen Tätigkeiten engagierte sich Mehlhart in der Vermittlung von Musik. Er leitete Musikkurse für verschiedene Institutionen und Hochschulen in Deutschland, der Schweiz und Italien. Darüber hinaus spielte er eine bedeutende Rolle in internationalen Musikverbänden wie der International Clarinet Association (ICA, USA), in der er von 1998 bis 2008 als „National Chairman“ für Deutschland fungierte. Als Gründungsmitglied und Erster Vorsitzender der „Deutschen Klarinetten-Gesellschaft e. V.“ von 2002 bis 2010 trug er zur Förderung der Klarinettenmusik bei.
Ulrich Mehlhart ist mit der Schweizer Bratschistin Katrin Mehlhart verheiratet und lebt seit 1986 in Oberursel-Oberstedten. Gemeinsam haben sie drei erwachsene Kinder.